# Lanugo

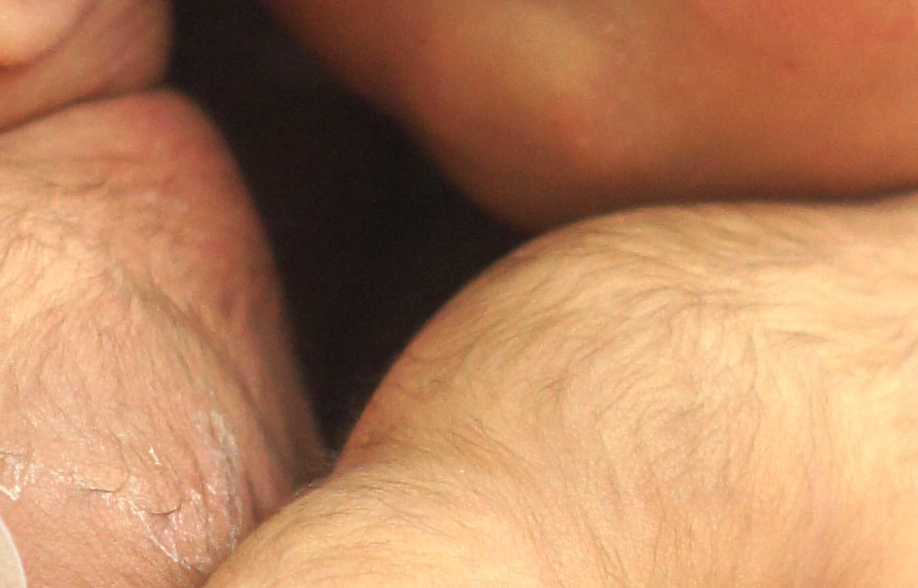
Lanugo sur l'épaule et le dos de sœurs jumelles

Le lanugo est un duvet très fin qui couvre tout le corps du fœtus, à l'exception des paumes des mains et des plantes des pieds. Il apparaît à environ 18 semaines de grossesse.
Un duvet similaire peut aussi apparaître chez les personnes présentant un trouble du comportement alimentaire de type anorexie mentale. Il est la conséquence de la carence œstrogénique observée à la suite de l'amaigrissement où il est souvent associé à l'hypertrichose, à la déshydratation et à une chute des cheveux[réf. nécessaire].
Le terme s'applique également au pelage des jeunes éléphants et des jeunes phoques (appelés blanchons) avant leur mue.